# 鈴木康弘 (脚本家)
鈴木 康弘（すずき やすひろ）は、日本の脚本家、構成作家、企画プロデューサー。
番組制作会社で2時間ドラマなどのアシスタントプロデューサー業の傍ら執筆を開始し、尾崎将也、中岡京平のシナリオゼミで脚本を学んだ。

## 脚本
- さすらい署長 風間昭平12 阿波おへんろ殺人事件（2015年、テレビ東京）
- 信州山岳刑事 道原伝吉4（2015年、テレビ東京）
- 信州山岳刑事 道原伝吉3 報復（2015年、テレビ東京）
- さすらい署長 風間昭平11 みやぎ松島湾殺人事件（2014年、テレビ東京）
- 刑事の十字架（2014年、テレビ東京）
- YOSHIMOTO DIRECTOR'S 100 ～100人が映画撮りました～（2007年、中京テレビ、よみうりテレビ）[1]
- 週刊ストーリーランド（1999年～2001年、日本テレビ）

## 構成
- 汐留スタイル!（2003年～2005年、日本テレビ）
- 週刊ストーリーランド（1999年～2001年、日本テレビ）

## 企画・他
- カイドク〜都市伝説の暗号ミステリー〜（2009年、関西テレビ）[2]
- P.H（2007年、BIGLOBEケータイ小説）
- 女と愛とミステリー 豪華客船クルーズ殺人案内（2001年、テレビ東京、BSジャパン）[3]